# Fiorella (album)
Fiorella è una raccolta di canzoni di Fiorella Mannoia, prodotto da Carlo Di Francesco per la Oyà e distribuito dalla Sony BMG.

## Descrizione
Per festeggiare i suoi 60 anni, la cantante romana propone un doppio album di canzoni scelte da lei stessa, perché, come citato in alcune interviste, questi sono testi in cui si rispecchia e in cui crede. Nel primo disco è presente un inedito ed alcune canzoni che hanno contraddistinto la sua carriera, in una nuova versione, con quattro duetti. Nel secondo disco, invece, si cimenta con canzoni di altri autori, duettando con loro stessi e per concludere un omaggio a Lucio Dalla (Il parco della Luna). Nella seconda edizione dell'album, è assente il brano "Cercami" in ottemperanza alla richiesta di rimozione del brano fatta dallo stesso Renato Zero alla vigilia della pubblicazione.
Nell'album c'è anche la partecipazione straordinaria di Adriano Celentano, che duetta con Fiorella in un vecchio successo: "Un bimbo sul leone".

## Tracce

### CD 1
1. Le parole perdute (inedito) (testo: Fiorella Mannoia – musica: Bungaro e Cesare Chiodo)
2. Pescatore (Marco Negri)
3. Caffè nero bollente (Mimmo Cavallo, Rosario De Cola)
4. Come si cambia (testo: Maurizio Piccoli – musica: Renato Pareti)
5. Quello che le donne non dicono (feat. Laura Pausini) (Enrico Ruggeri e Luigi Schiavone)
6. Le notti di maggio (Ivano Fossati)
7. La giostra della memoria (feat. Enrico Ruggeri) (Enrico Ruggeri e Luigi Schiavone)
8. Il cielo d'Irlanda (feat. Massimo Bubola) (Massimo Bubola)
9. Il fiume e la nebbia (feat. Daniele Silvestri) (Daniele Silvestri)
10. L'amore con l'amore si paga (Ivano Fossati)
11. Sally (testo: Vasco Rossi – musica: Vasco Rossi e Tullio Ferro)
12. Fragile (Piero Fabrizi)
13. Giovanna d'Arco (Francesco De Gregori)
14. Io posso dire la mia sugli uomini (Luciano Ligabue)
15. Io non ho paura (testo: Antonio Iammarino, Bungaro e Cesare Chiodo – musica: Bungaro e Cesare Chiodo)
16. In viaggio (testo: Fiorella Mannoia – musica: Bungaro e Cesare Chiodo)

### CD 2
1. Un bimbo sul leone (feat. Adriano Celentano) (testo: Luciano Beretta e Miki Del Prete – musica: Gino Santercole e Nando de Luca)
2. Amore bello (feat. Claudio Baglioni) (testo: Claudio Baglioni – musica: Claudio Baglioni e Antonio Coggio)
3. Boogie (feat. Frankie hi-nrg mc) (Paolo Conte)
4. La stagione dell'amore (feat. Franco Battiato) (Franco Battiato)
5. Khorakhanè (feat. Dori Ghezzi) (Ivano Fossati e Fabrizio De André)
6. La paura non esiste (feat. Tiziano Ferro) (Tiziano Ferro)
7. Metti in circolo il tuo amore (feat. Ligabue) (Luciano Ligabue)
8. Cercami (feat. Renato Zero) ([3]) (testo: Renato Zero – musica: Renato Zero e Gianluca Podio)
9. Senza 'e te (feat. Pino Daniele) (Pino Daniele)
10. C'è tempo (feat. Ivano Fossati) (Ivano Fossati)
11. Mimosa (feat. Niccolò Fabi) (Niccolò Fabi)
12. Ho imparato a sognare (feat. Pau dei Negrita) (Paolo Bruni, Cesare Petricich, Enrico Salvi, Fabrizio Barbacci, Francesco Li Causi)
13. Estate (feat. Giuliano Sangiorgi dei Negramaro) (Giuliano Sangiorgi)
14. Le tue parole fanno male (feat. Cesare Cremonini) (Cesare Cremonini)
15. Il parco della luna (Lucio Dalla)

## Classifiche
| Classifica (2014) | Posizione massima |
| ----------------- | ----------------- |
| Italia            | 1                 |

### Classifiche di fine anno
| Classifica (2014) | Posizione massima |
| ----------------- | ----------------- |
| Italia            | 19                |
| Classifica (2015) | Posizione massima |
| Italia            | 71                |